# Erich Römer
Erich Römer (Berlino, 2 giugno 1894 – Berlino, 26 marzo 1987) è stato un hockeista su ghiaccio tedesco.

## Palmarès

### Olimpiadi invernali
- Bronzo a Lake Placid 1932 nell'hockey su ghiaccio.